# 虛擬電路
虛擬電路（英語：Virtual circuit，縮寫為VC），又称为虚电路、虚连接或虚通道，在分组交换的電腦網路上，交換資料的傳輸方式之一。它是一種預接式（connection-oriented），或線路交換式（circuit-switched）的資料傳輸方法，在兩個終端系統（End system）間，建立一條連線，來進行資料交換。在使用虛擬電路之前，必須先在兩個節點或軟體應用程式間建立連線。在建立連線之後，兩個節點之間，就可以進行資料串流的交換。概念來自於电路交换，其運作方式就如同在兩個端點間，建立起專用的實體層線路連線一般，因此又稱為虛擬連線（virtual connection）或虛擬通道（virtual channel）。
在分組交換中，虛擬電路與資料包是兩種主要傳輸方式。

## 概論
在通信和网络中，虚电路是由分组交换通信所提供的面向连接的通信服务。在两个节点或应用进程之间建立起一个逻辑上的连接或虚电路后，就可以在两个节点之间依次发送每一个分组，接受端收到分组的顺序必然与发送端的发送顺序一致，因此接受端无须负责在收集分组后重新进行排序。虚电路协议向高层协议隐藏了将数据分割成段，包或帧的过程。
虚电路通信与电路交换类似，两者都是面向连接的，即数据按照正确的顺序发送，并且在连接建立阶段都需要额外开销。但是，电路交换提供稳定的比特率和延迟时间，而虚电路服务的比特率和延迟时间要取决于以下因素：
- 网络节点上包队列的长度，
- 应用程序产生数据的比特率，
- 使用统计多路复用技术时，共享同一网络资源的其他用户的负荷。

许多虚电路协议通过数据重传，包括检错纠错和自动重传请求（ARQ），提供可靠的通信服务。